# Chris Clark (kierowca wyścigowy)
Chris Clark (ur. w 1974 roku) – brytyjski kierowca wyścigowy.

## Kariera
Clark rozpoczął karierę w wyścigach samochodowych w 1992 roku od startów w Formule Opel Lotus Euroseries, gdzie jednak nie został sklasyfikowany. W późniejszych latach pojawiał się także w stawce Brytyjskiej Formuły 3, Brytyjskiej Formuły Renault oraz Euro Open by Nissan.
W World Series by Nissan Brytyjczyk wystartował w ośmiu wyścigach sezonu 1999 z hiszpańską ekipą Promodrive Racing. Uzbierane sześć punktów dało mu 24. miejsce w końcowej klasyfikacji kierowców.